# Шоази (Север)
Шоази (фр. Choisies) насеље је и општина у североисточној Француској у региону Север-Па д Кале, у департману Север која припада префектури Авне сир Елп.
По подацима из 2011. године у општини је живело 66 становника, а густина насељености је износила 26,29 становника/km². Општина се простире на површини од 2,51 km². Налази се на средњој надморској висини од 148 метара (максималној 202 m, а минималној 144 m).

## Демографија
| 1962. | 1968. | 1975. | 1982. | 1990. | 1999. | 2011. |
| ----- | ----- | ----- | ----- | ----- | ----- | ----- |
| 79    | 86    | 66    | 59    | 60    | 71    | 66    |

График промене броја становника у току последњих година